# Piața Muncii (metrostation)
Piața Muncii is een metrostation in Boekarest. Het station werd geopend op 17 augustus 1989 en wordt bediend door lijn 1. De dichtstbijzijnde stations zijn Dristor en Iancului.
Van Dristor 2 tot Pantelimon:
Dristor 2 · Piața Muncii · Iancului · Obor · Ştefan cel Mare · Piața Victoriei · Gara de Nord 1 · Basarab · Crângaşi · Semănătoarea · Grozăveşti · Eroilor · Izvor · Piaţa Unirii · Timpuri Noi · Mihai Bravu · Dristor 1 · Nicolae Grigorescu · Titan · Costin Georgian · Republica · Pantelimon